# حماسه (ترانه)
«حماسه» (به انگلیسی: Epic) نام یکی از ترانه‌های گروه آلترنتیو متال فیث نو مور است. این ترانه که یکی از پرفروش‌ترین و موفق‌ترین آثار فیث نو مور است اولین بار در آلبوم سال ۱۹۹۰ گروه با نام The real thing منتشر شد. «حماسه» که در زمان انتشار تا رتبهٔ ۹ام جدول پرفروش‌ترین آهنگ‌های آمریکا صعود کرد، تنها ترانهٔ گروه‌است که تا به امروز موفق شده در میان ۱۰ آهنگ پرفروش ایالات متحده جایی داشته باشد.
«حماسه» در رده‌بندی «۴۰ آهنگ متال برتر همهٔ دوران» وی‌اچ‌وان، رتبهٔ ۳۰ام را به خود اختصاص داده‌است و در رده‌بندی برترین آثار هارد راک این شبکه در ردهٔ ۵۷ام قرار گرفته‌است.

## ویدئو
ویدئوی «حماسه» در فضایی غیر واقعی و با ترکیبی از تصاویر سورئال و اعضای گروه در حال اجرا در استودیو ساخته شده‌است. در بخش افتتاحیه ویدئو تصویر تابلویی بر روی دیوار اتاقی نشان داده می‌شود که در آن دستی که کف آن یک چشم وجود دارد از حالت مُشت شده باز می‌شود. در اتاق مایک پاتن دیده می‌شود در حالی که روی یک کاناپه کز کرده و حجم زیادی از رنگی که از تابلو درآمده به روی او و داخل اتاق می‌پاشد. در بخش پایانی ویدئو صدای موسیقی به تک‌نوازی پیانوی رادی باتام فید می‌شود و هم‌زمان تصویر ماهی قرمزی نشان داده می‌شود که بیرون از آب در حال جان‌کندن است.
جیم مارتین که همکلاسی سابق، دوست صمیمی و یکی از هواداران کلیف برتن باسیست پیشین متالیکا است در ویدئو تی‌شرت یادبود کلیف برتن را پوشیده و مایک پاتن هم تی‌شرت گروه راک مستر بانگل را برتن دارد.